# CA Patrocinense
CA Patrocinense is een Braziliaanse voetbalclub uit Patrocínio, deelstaat Minas Gerais. De club staat ook bekend onder de afkorting CAP om zich te onderscheiden van stadsrivaal SE Patrocinense.

## Geschiedenis
De club werd opgericht in 1954. In 1991 speelde de club voor het eerst in de hoogste klasse van het Campeonato Mineiro, waar toen meer dan 20 clubs in de hoogste klasse speelden. De club eindigde drie keer in de middenmoot. In 1994 werd de competitie geherstructureerd en werd de hoogste klasse verdeeld in een Módulo I en Módulo II. CAP plaatste zich voor de Módulo I, maar degradeerde wel na één seizoen.
Het volgende seizoen miste de club net de promotie. Na 1996 trok de club zich terug uit de competitie. In 1999 begon de club terug in de derde klasse en werd daar in 2000 kampioen. Na twee seizoenen trok de club zich in 2003 opnieuw terug. Het volgende seizoen begon de club terug in de derde klasse en werd daar vicekampioen achter Olympic en promoveerde. In 2005 degradeerde de club terug uit de Módulo II. CAP werd echter opnieuw een amateurclub en trok zich voor elf jaar terug uit het profvoetbal.
In 2016 keerde de club terug naar de Segunda Divisão. Ze werden er derde en misten normaal de promotie, maar door het terugtrekken uit het profvoetbal van Minas Boca mochten ze toch promoveren. Het volgende seizoen werd de club kampioen waardoor ze na 24 jaar terug in de hoogste klasse speelden. De club bereikte de tweede fase, waar ze verloren van het grote Cruzeiro. De club plaatste zich zo voor de nationale Série D 2019, waar ze de tweede ronde bereikten en daar verloren van Juazeirense. De club plaatste zich ook voor de Série D 2020, maar trok zich om financiële redenen terug voor deze competitie.

## Erelijst
Campeonato Mineiro Módulo II
2017